# 몹티주

몹티주의 위치

몹티주(프랑스어: Région de Mopti)는 말리에 있는 주로, 주도는 몹티이며 면적은 79,017km2, 인구는 1,735,340명, 인구밀도는 21.96명/km2이다.

## 같이 보기
- 말리의 행정 구역